# Altdorf bei Nürnberg
Altdorf bei Nürnberg (Ausspracheⓘ; amtlich Altdorf b. Nürnberg) (Fränkisch: Alddorf bei Nämberch) ist eine Stadt und ein Mittelzentrum im mittelfränkischen Landkreis Nürnberger Land und zählt zur Metropolregion Nürnberg.

## Geografie

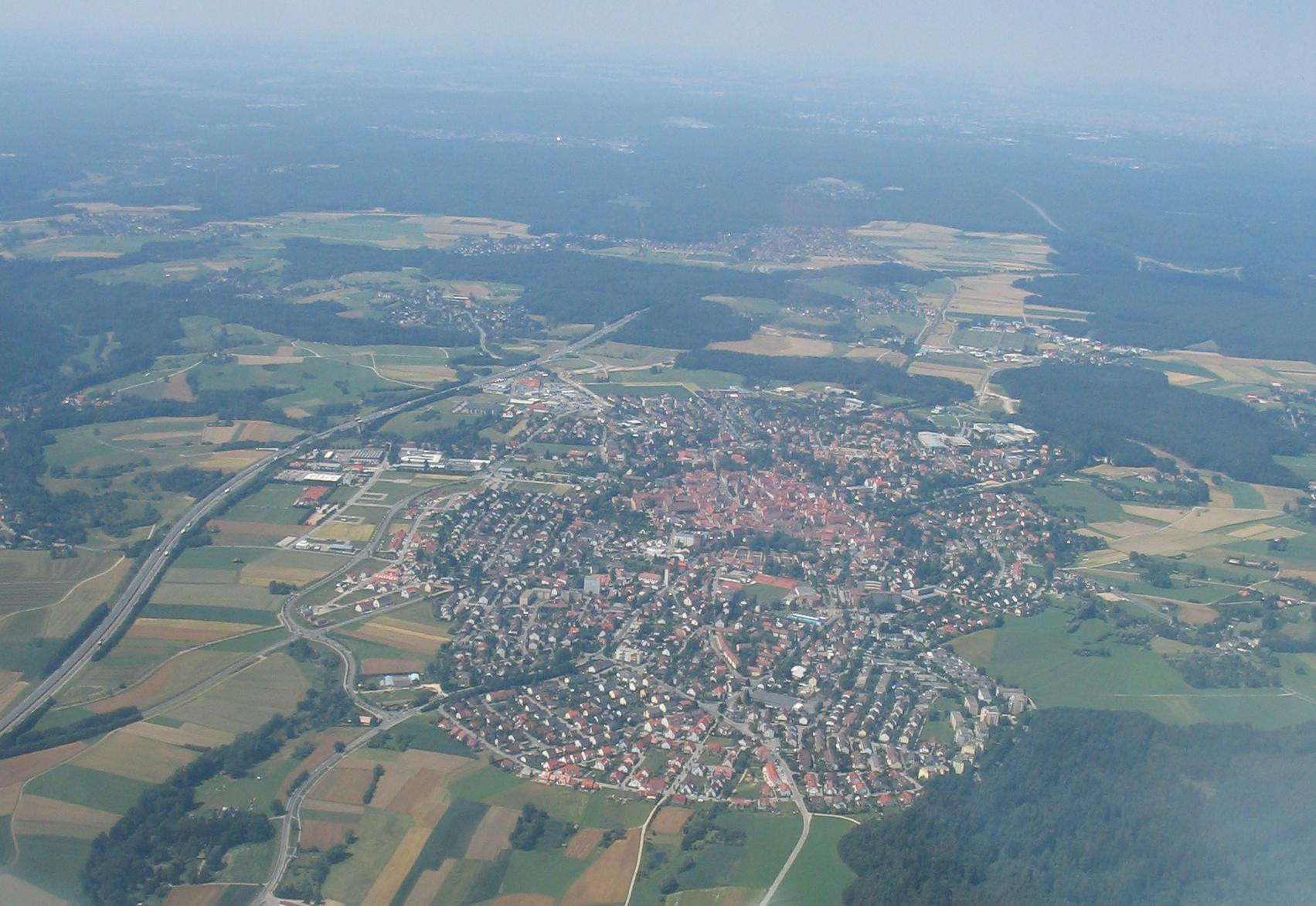
Luftaufnahme aus dem Jahr 2005. Der Blick geht in etwa nach Westen.

### Geografische Lage
Die ehemalige Universitätsstadt liegt etwa 25 km südöstlich von Nürnberg (von Stadtgrenze zu Stadtgrenze ca. 10 km) inmitten einer Mittelgebirgslandschaft (400–700 m ü. NHN) mit Rhätschluchten (Rhät = Oberer Keuper) und wald- und wiesenreichem Oberland. Im Winter ist Altdorf sehr schneereich, im Sommer bietet die hügelige Umgebung viele Freizeitmöglichkeiten, wie Radtouren oder Wanderungen. Von Hegnenberg aus kann man bei sonnigem Wetter einen Panoramablick über das mittelalterliche Städtchen genießen.

### Gemeindegliederung
Es gibt 25 Gemeindeteile (in Klammern ist der Siedlungstyp angegeben):
- Adelheim (Weiler)
- Altdorf b.Nürnberg (Hauptort)
- Au (Dorf)
- Eismannsberg (Pfarrdorf)
- Fallhaus
- Grünsberg (Dorf)
- Hagenhausen (Kirchdorf)
- Hegnenberg (Dorf)
- Lochmannshof (Einöde)
- Ludersheim (Dorf)
- Oberrieden (Dorf)
- Oberwellitzleithen (Dorf)
- Prackenfels (Dorf)
- Prethalmühle (Weiler)
- Pühlheim (Dorf)
- Rasch (Pfarrdorf)
- Raschbach (Dorf)
- Röthenbach b.Altdorf (Dorf)
- Schleifmühle (Dorf)
- Stürzelhof (Dorf)
- Unterrieden (Dorf)
- Unterwellitzleithen (Dorf)
- Wappeltshofen (Dorf)
- Weinhof (Dorf)
- Ziegelhütte (Dorf)

Es gibt auf dem Gemeindegebiet die Gemarkungen Altdorf, Eismannsberg, Grünsberg, Hagenhausen, Penzenhofen (Gemarkungsteil 0), Pühlheim, Rasch, Rieden und Röthenbach. Die Gemarkung Altdorf hat eine Fläche von 9,811 km². Sie ist in 7049 Flurstücke aufgeteilt, die eine durchschnittliche Flurstücksfläche von 1391,82 m² haben. In ihr liegen neben dem namensgebenden Ort die Gemeindeteile Fallhaus, Lochmannshof, Prethalmühle, Schleifmühle und Ziegelhütte (zum Teil).

### Nachbargemeinden
Nachbargemeinden sind (im Norden beginnend im Uhrzeigersinn): Offenhausen, Lauterhofen, Berg bei Neumarkt in der Oberpfalz, Burgthann, Schwarzenbruck, Winkelhaid und Leinburg. Altdorf gehört zur Metropolregion Nürnberg.

## Geschichte

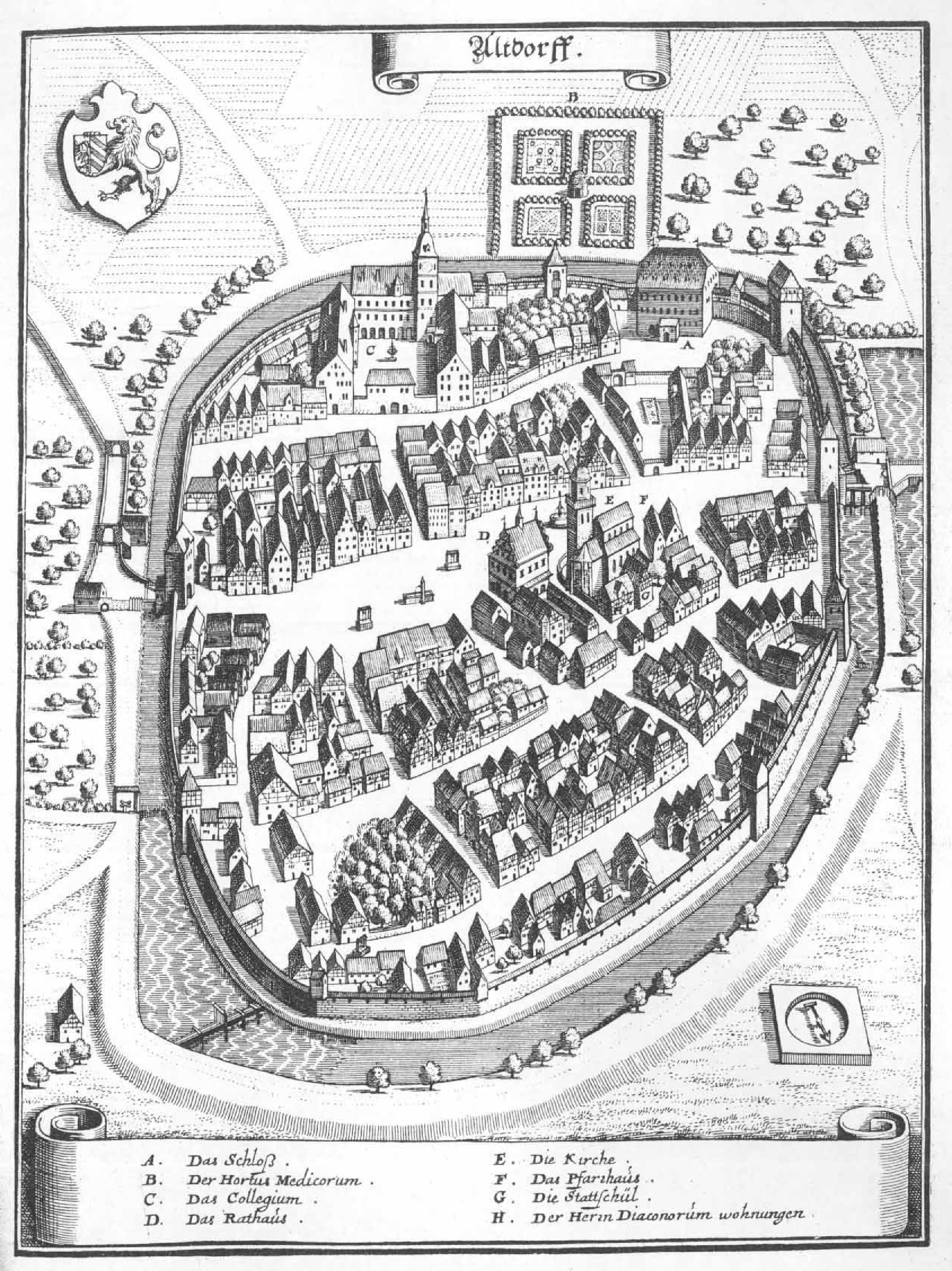
Karte von Altdorf aus der Topographia Franconiae von 1648

### Historische Daten
| 800     | Fränkischer Königshof |
| 1129    | Erste urkundliche Erwähnung |
| 1281    | Der Bezirk Hofmark Altdorf untersteht der königlichen Verwaltung. |
| 1299    | Altdorf wird an den Grafen Emich von Nassau verpfändet. |
| 1360    | Erste urkundliche Erwähnung als „Markt“ beim Verkauf an Burggraf Albrecht von Nürnberg |
| 1368    | Stiftung von Märkten |
| 1387    | Erste urkundliche Erwähnung als „Stadt“, Bau von Graben und Mauern |
| 1393    | Verkauf durch den pommerschen Herzog Swantibor, den Gemahl der Tochter Anna des Burggrafen Albrecht von Nürnberg, an den Pfalzgrafen Ruprecht |
| 1504    | Inbesitznahme durch die Reichsstadt Nürnberg, Sitz eines Nürnberger Pflegamtes |
| 1575/78 | Sitz des nürnbergischen Gymnasiums, Akademie |
| 1622    | Universitätsprivileg (Universität bis 1809); einer der berühmtesten Schüler ist Albrecht von Wallenstein. |
| 1666    | Der Philosoph Gottfried Wilhelm Leibniz promoviert in Altdorf. |
| 1672    | Johann Christoph Sturm gründet das Collegium Curiosum sive Experimentale, dessen Mitglied Leibniz wurde. |
| 1806    | Altdorf kommt mit Nürnberg zum Königreich Bayern. |
| 1824    | Die Stadt erhält das Königliche Schullehrerseminar. |
| 1894    | Das Volksschauspiel Wallenstein in Altdorf wird uraufgeführt. |
| 1925    | Im Seminargebäude werden durch den Landesverband für Innere Mission Einrichtungen für Körperbehinderte geschaffen. |
| 1945    | Sitz des Landratsamtes (bis 1965) |
| 1945    | Ab Mai Sitz der U.S.-Soldatenzeitung The Stars and Stripes (Southern Germany Edition, später dann umbenannt in European Edition; bis zum Umzug nach Griesheim/Hessen) in die ehemaligen Gebäude der NS-Zeitung Der Stürmer. Die erste Ausgabe (Bd. 1 – Nr. 1) wurde am 8. Mai 1945 (VE-Day) mit dem Titel ETO WAR ENDS gedruckt und ausgeliefert.          |
| 1972/78 | Gemeindegebietsreform mit Eingemeindung umliegender Gemeinden |
| 2012    | Der Bayerische Ministerrat bringt einen Entwurf für ein neues Landesentwicklungsprogramm in das Gesetzgebungsverfahren ein, in welchem die Einstufung als Mittelzentrum vorgeschlagen ist. Angesichts der erheblichen Widerstände zahlreicher Verbände gegen den Gesetzesentwurf war der Ausgang zunächst offen. Inzwischen ist Altdorf ein Mittelzentrum. |

### Eingemeindungen
Im Zuge der Gebietsreform in Bayern wurden am 1. Januar 1972 die Gemeinden Eismannsberg, Grünsberg und Rasch sowie Gebietsteile der aufgelösten Gemeinde Penzenhofen eingegliedert. Hagenhausen, Pühlheim, Rieden und Röthenbach bei Altdorf kamen am 1. Januar 1978 hinzu.

## Politik

### Abgeordnete
Die Interessen Altdorfs im Bayerischen Landtag vertritt MdL Norbert Dünkel (CSU), im Europäischen Parlament Marlene Mortler (CSU).

### Stadtrat
Der Stadtrat von Altdorf setzt sich aus 24 Stadträten und dem Ersten Bürgermeister zusammen.
|      | CSU | SPD | Grüne | FWG / UNA | FDP / Team Altdorf | Gesamt   |
| 2008 | 9   | 8   | 3     | 4         | 0                  | 24 Sitze |
| 2014 | 8   | 8   | 3     | 5         | 0                  | 24 Sitze |
| 2020 | 7   | 6   | 5     | 5         | 1                  | 24 Sitze |

### Bürgermeister
Bei der Kommunalwahl 2020 wurde Martin Tabor von der SPD zum neuen Bürgermeister gewählt, der Amtsantritt war am 1. Mai 2020.
| Zeitraum                              | Bürgermeister       |
| ------------------------------------- | ------------------- |
| 1818 bis 1830                         | Jakob Neidhart      |
| 1830 bis 1833                         | Jakob Waiz          |
| 1833 bis 1846                         | Johann Michael Arid |
| 1846 bis 1852                         | Tobias Hessel       |
| 1852 bis 1857                         | Karl Maier          |
| 1857 bis 1860                         | Karl Woerlein       |
| 1860 bis 1863                         | Gottlieb Omeis      |
| 1863 bis 1865                         | Friedrich Holz      |
| 1865 bis 1869                         | Georg Späth         |
| 1870 bis 1884                         | Georg Pfriem        |
| 1884 bis 1887                         | Jakob Uebler        |
| 1888 bis 1899                         | Andreas Heydner     |
| 1900 bis 1901                         | Jakob Zantner       |
| 1902 bis 1921                         | Karl Zeh            |
| 1921 bis 1924                         | Hans Bachinger      |
| 1925 bis 1933                         | Georg Oechslein     |
| 1933 bis 1945                         | Georg Pickel        |
| Mai bis 31. Juli 1945                 | Hans Dötsch         |
| 1. August 1945 bis 30. April 1948     | Fritz Pranz         |
| 1. Mai 1948 bis 30. April 1960        | Hans Dötsch         |
| 1. Mai 1960 bis 30. Juni 1972         | Heinrich Späth      |
| 1. Juli 1972 bis 31. Oktober 1982     | Kurt Purucker       |
| 1. November 1982 bis 31. Oktober 1994 | Friedrich Weißkopf  |
| 1. November 1994 bis 31. Oktober 2006 | Rainer Pohl (SPD)   |
| 1. November 2006 bis 30. April 2020   | Erich Odörfer (CSU) |
| seit 1. Mai 2020                      | Martin Tabor (SPD)  |

### Wappen
| | Blasonierung: „In Schwarz ein rotbewehrter, -gezungter und -bekrönter goldener Löwe, ein gespaltenes Schildchen haltend, darin vorne ein schwarzer Adler am Spalt, hinten fünfmal von Rot und Silber schräg geteilt.“ |
| Wappenbegründung: Der Löwe ist der Pfälzer Löwe, das Schildchen das Wappen der Stadt Nürnberg. Dieses Wappen geht auf die Zeit der Nürnberger Herrschaft von 1503 bis 1806 zurück. In der Geschichte Altdorfs gab es drei weitere Wappen: Das älteste von 1374 zeigt den Hohenzollernschild und die hennebergische Henne, das zweite von 1478 den Pfälzer Löwen vor baierischen Rauten und ein drittes von 1836 den baierischen Löwen und das Nürnberger Wappen. | |

### Städtepartnerschaften
Städtepartnerschaften:
- Altdorf, Schweiz
- Colbitz, Deutschland
- Dunaharaszti, Ungarn
- Sehmatal, Deutschland
- Pfitsch, Südtirol (Italien)

## Religion

### St.-Laurentius-Kirche

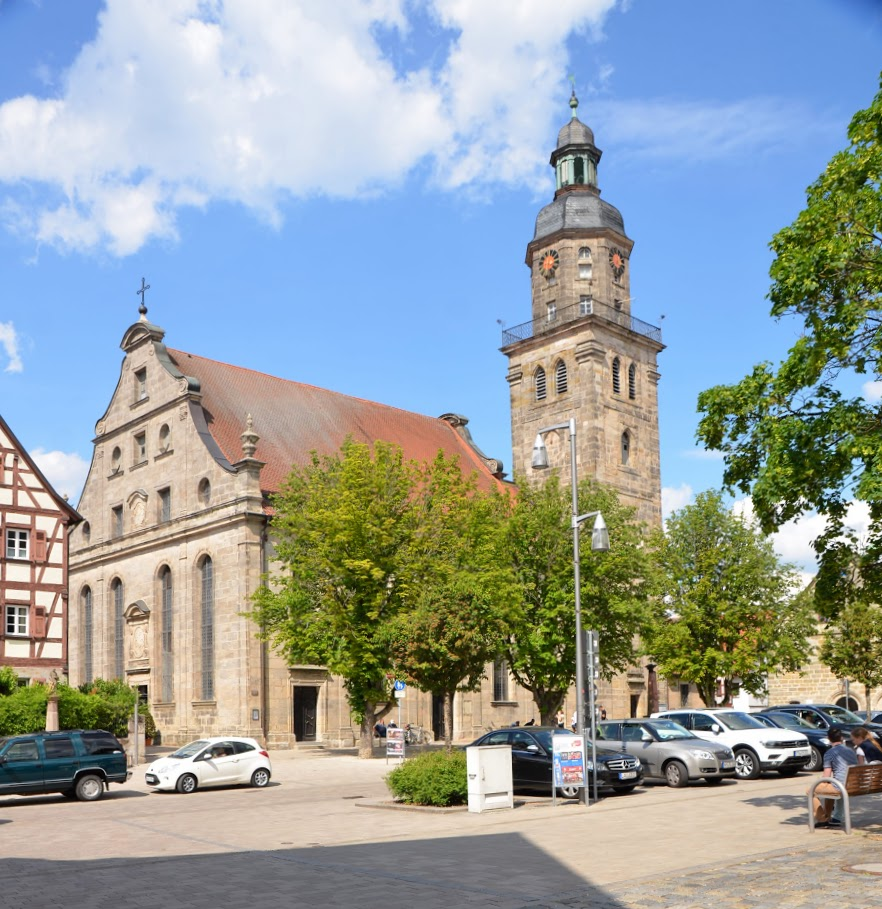
Die St.-Laurentius-Kirche

Die evangelisch-lutherische Kirche wurde bis 1407 im Stil der Spätgotik erbaut. Der Chor der Kirche, wie auch Teile des Turms sind bis heute erhalten. 1755 wurde das Hauptschiff im barocken Stil umgebaut bzw. erweitert. Erwähnenswert sind die Orgel in einem barocken Prospekt im Kircheninneren und die aus der Zeit als Universitätsstadt stammenden Gebetsnischen für Lehrpersonen und Studenten sowie das Taufbecken aus Altdorfer Marmor. Seit 1527 ist die Kirche evangelisch.

### Pfarrkirche Heiligste Dreifaltigkeit

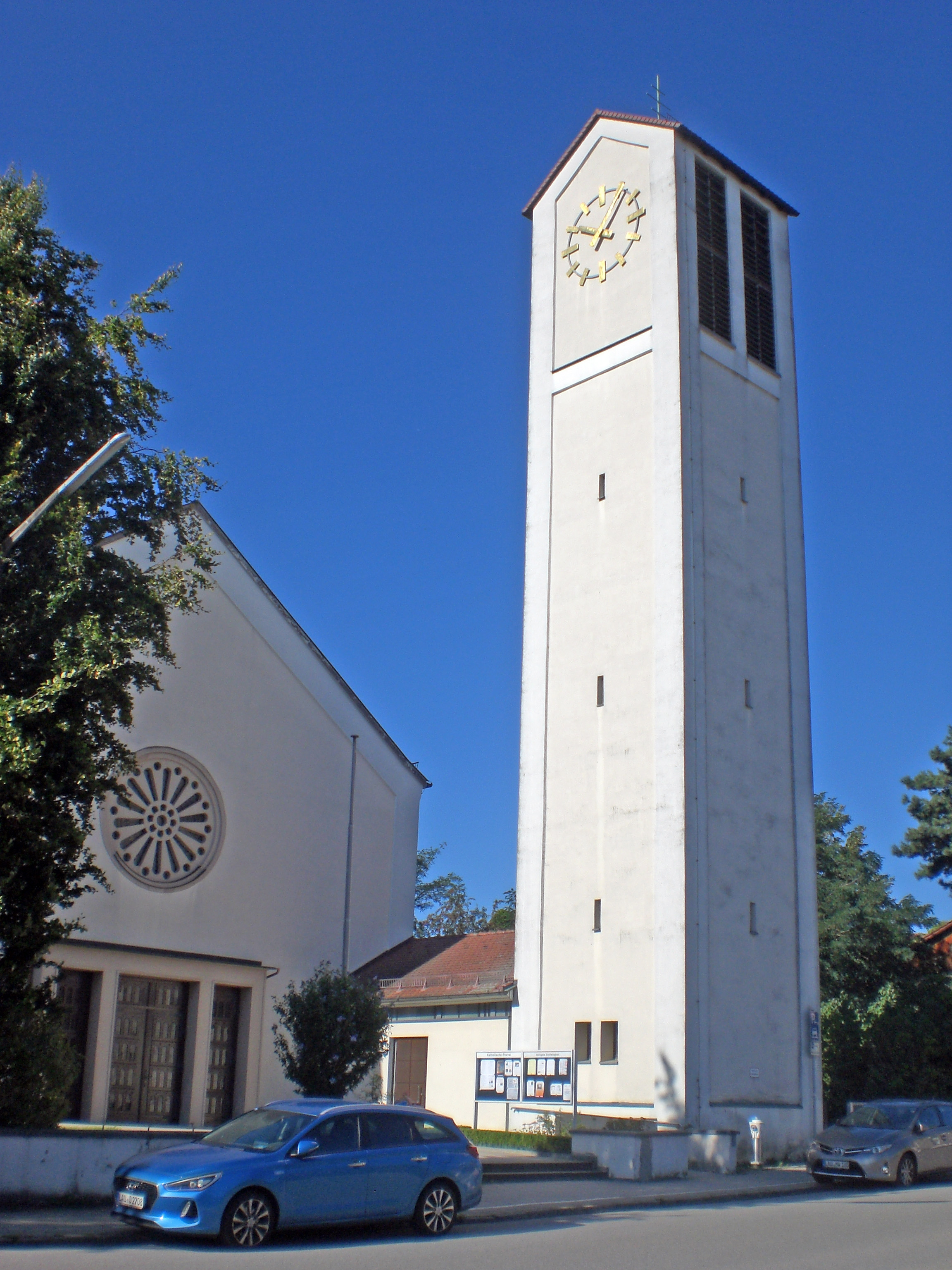
Pfarrkirche Heiligste Dreifaltigkeit

Die katholische Pfarrkirche Heiligste Dreifaltigkeit wurde 1951 erbaut und ist ein geschütztes Baudenkmal.

## Kultur und Sehenswürdigkeiten

### Wallenstein-Festspiele
Die Wallensteinfestspiele wurden 1894 erstmals veranstaltet und finden seit den 1950ern in der Regel alle drei Jahre im Sommer statt, zuletzt 2022. Sie erinnern an den Feldherren Wallenstein, der einst in Altdorf studierte, und die Zeit des Dreißigjährigen Krieges.

### Altes Rathaus

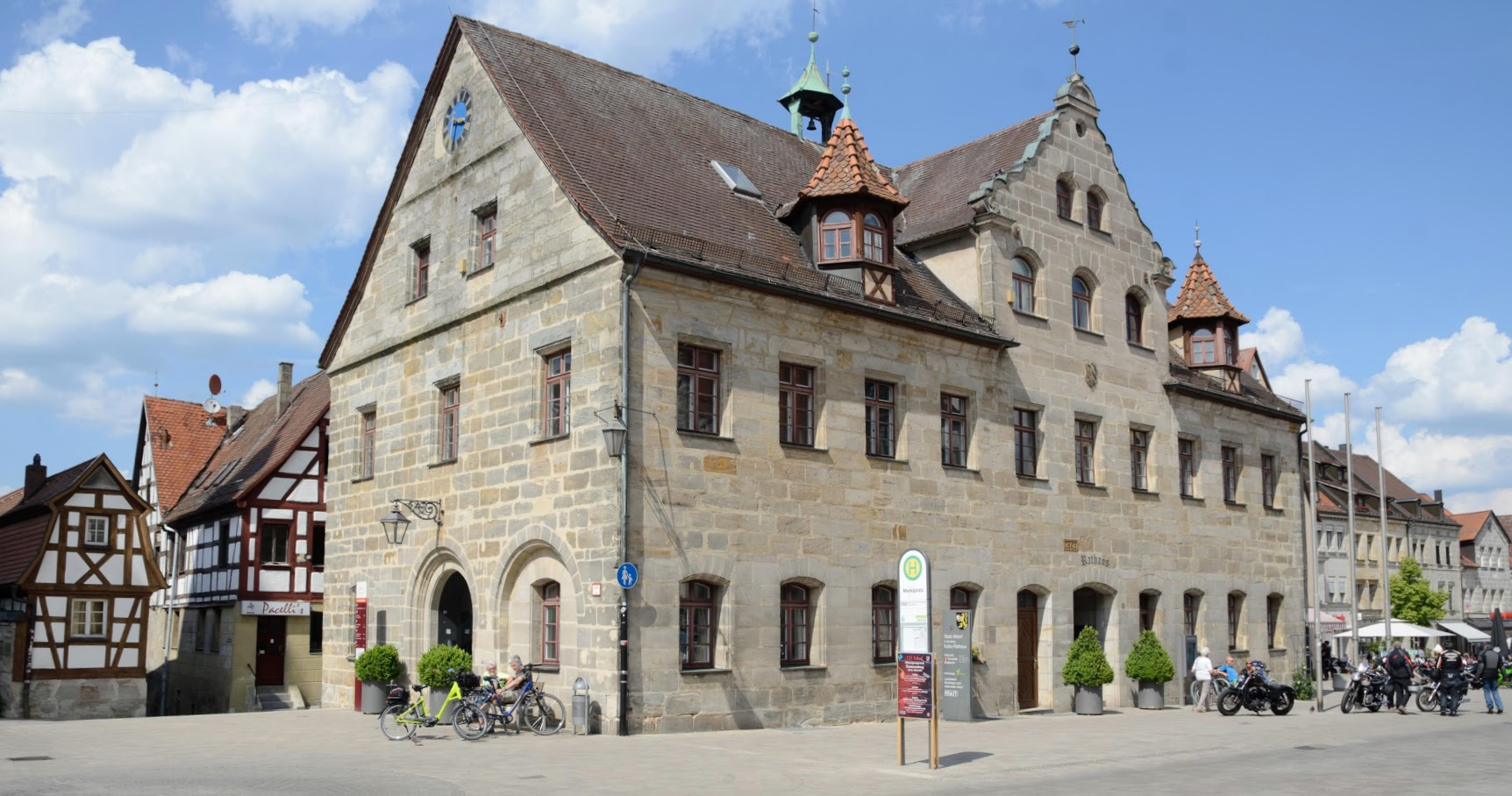
Das ehemalige Rathaus, jetzt Kultur-Rathaus

Das Rathaus direkt neben der Kirche wurde im 16. Jahrhundert im Renaissance-Stil erbaut und weist mit einem Zwerchhaus ein für die deutsche Renaissance charakteristisches Architekturelement auf. Das Rathaus ist ein typisches Beispiel für die fränkische Sandsteinbauweise. Im Rahmen einer umfangreichen denkmalgerechten Sanierung wurde die historische Bausubstanz wieder weitestgehend sichtbar gemacht.
Mittlerweile ist die Stadtverwaltung jedoch bis auf das Kulturamt in Räumlichkeiten in der Röderstraße gezogen, weshalb das Rathaus jetzt offiziell Kultur-Rathaus genannt wird.

### Universitätsgebäude (Wichernhaus)
Die Kollegien- und Hörsaalgebäude der vormaligen Universität Altdorf wurden 1575 als Schule für Kinder Nürnberger Aristokratenfamilien im Renaissance-Stil erbaut. Einige Jahre später wurde die Schule zur Akademie erhoben und 1623 in eine Universität umgewandelt. Bekannt wurde die Universität durch ihre Fakultäten für Medizin (insbesondere für die Entwicklung der Chirurgie und das lange Zeit gültige Standardkompendium von Lorenz Heister), Recht und Naturwissenschaften (u. a. Grundlagenforschung zur Lichtempfindlichkeit der Silbersalze, Schulzegraphie, als Grundlage der Fotografie). Neben den (teils rekonstruierten) botanischen Gärten gab es auch ein astronomisches Observatorium und ein chemisches Labor. Die Universität in Altdorf bestand bis 1809 als Hochschule; die Gebäude sind als typische Hochschulanlage ein anschauliches Zeugnis deutscher Hochschulgeschichte, da sie weitgehend unverändert im Zustand des 18. Jahrhunderts erhalten blieben (wie ansonsten nur noch die ebenfalls aufgelassene Universität Helmstedt). Bekannt ist die Universität auch durch Studenten wie Albrecht von Wallenstein und Gottfried Wilhelm Leibniz. Die Bestände der Universitätsbibliothek befinden sich heute in der Universität Erlangen. Übergangsweise diente das Wichernhaus als Lehrerkollegium und wurde schließlich 1925 in ein Behindertenhospital umgewandelt. Heute bietet das von der Rummelsberger Diakonie genutzte Gebäudeensemble als Wichernhaus Wohnmöglichkeiten, eine Schule und ein Internat für Körperbehinderte. Außerdem wird im Hof alle drei Jahre im Sommer das Festspiel Wallenstein in Altdorf aufgeführt; die nächsten Wallensteinfestspiele finden im Sommer 2025 statt.

### Stadtbefestigung

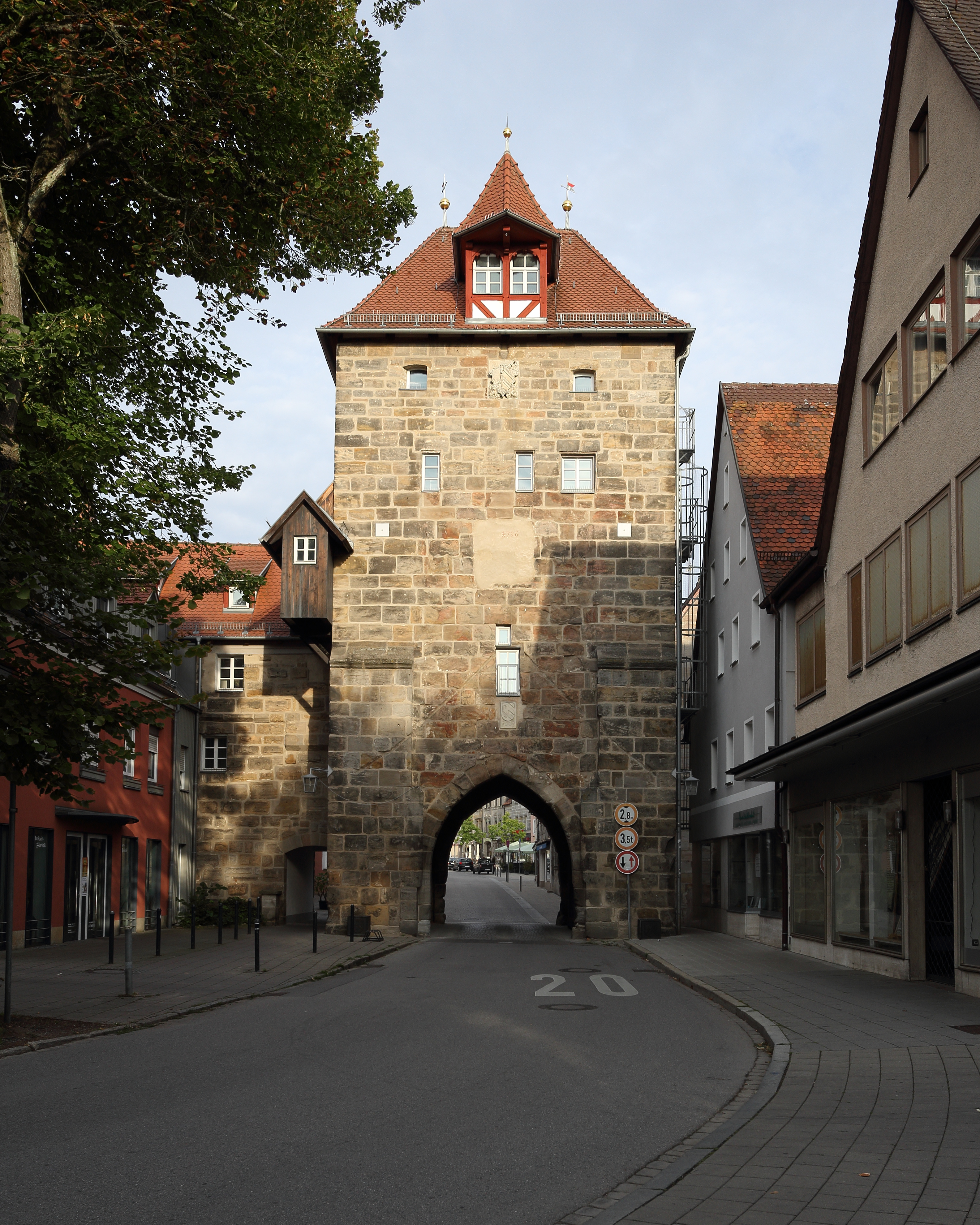
Das Untere Tor, Ansicht von außen (Feldseite)

Von der ehemaligen Stadtbefestigung sind noch drei Türme und Fragmente der um 1400 errichteten Stadtmauer erhalten. Besonders eindrucksvoll sind die Stadttore an den beiden Enden des Marktplatzes (Unteres und Oberes Tor).

### Schloss
Das Schloss wurde 1558 für die Nürnbergischen Pfleger errichtet. 1808 wurde es zum bayerischen Landgericht und 1862 zum Amtsgericht. Es diente von 1945 bis 1965 als Landratsamt und ist seit 1972 eine Polizeiwache. Vor dem Gebäude steht der Wallensteinbrunnen.

### Prethalmühle
Die Prethalmühle war im Mittelalter eine Station an der Handelsstraße Nürnberg – Regensburg. Sie ist im Dreißigjährigen Krieg niedergebrannt. 1643 erfolgte der Wiederaufbau. Heute leben in der Prethalmühle sieben Familien. Die Herkunft des Namens ist nicht eindeutig geklärt. Eine Theorie besagt, dass die Prethalmühle ein königlicher Gutshof war, von dem aus die im Süden der Stadt Altdorf befindlichen „Preitlingsfelder“, ein königliches Lehen, bewirtschaftet wurden. Im Schwarzachtal gelegen, die am südlichen Rand der Prethalmühle fließt, bildete sie damals einen Grenzpunkt zwischen dem Gebiet der Reichsstadt Nürnberg und der Wittelsbacherischen Oberpfalz.

### Schloss Grünsberg

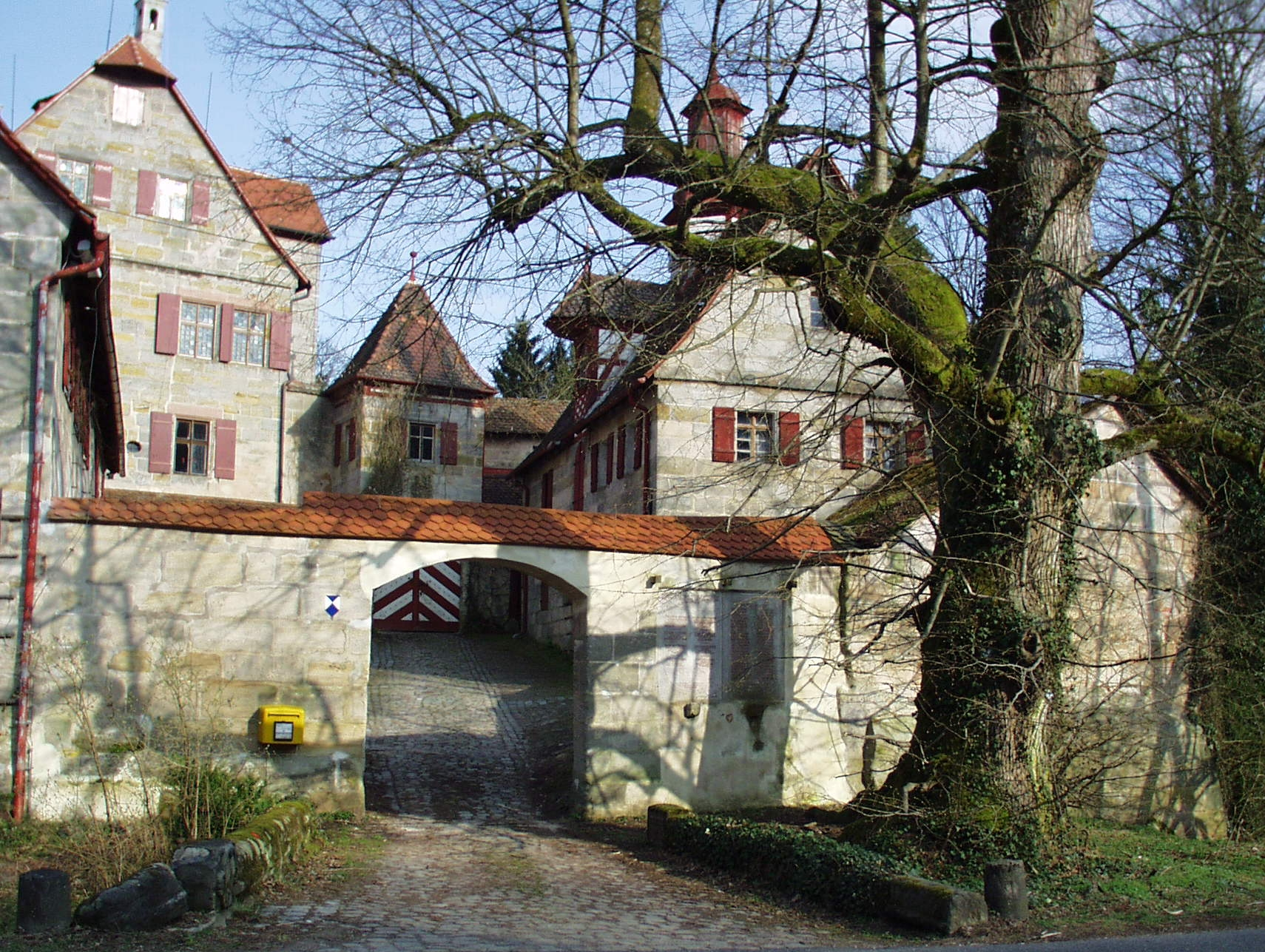
Schloss Grünsberg bei Altdorf im Nürnberger Land

Das Schloss Grünsberg geht auf eine Burganlage aus dem Mittelalter (13. Jahrhundert) zurück. Die Erweiterung der Burg zu einer Schlossanlage erfolgte im Zeitraum von 1717 bis 1723 mit bedeutenden Stuckdecken. Ab 1754 gehörte Schloss Grünsberg der Patrizierfamilie Stromer von Reichenbach, die es 1999 in eine gemeinnützige Stiftung umwandelte. Das bedeutende Inventar ist an jedem ersten Sonntag im Monat sowie auf Voranmeldung bei Führungen zu besichtigen.

### Eismannsberg
Die St.-Andreas-/St.-Bartholomäus-Kirche im Ostteil stammt aus romanischer Zeit und steht an einem Ort einer früheren Kapelle (möglicherweise vom ehemaligen Eismannsberger Schlossherren Ratz). Das Kirchenschiff wurde im 16. Jahrhundert unter Mithilfe von Hedwig von Eyb angefügt und in der Barockzeit von der Patrizierfamilie von Oelhafen renoviert. Den Dachstuhl erneuerte man im 19. Jahrhundert, später wurde der Innenraum der Kirche für den Orgeleinbau verändert. Im Juli 2007 wurde eine Generalsanierung der Kirche abgeschlossen.

### Geotope

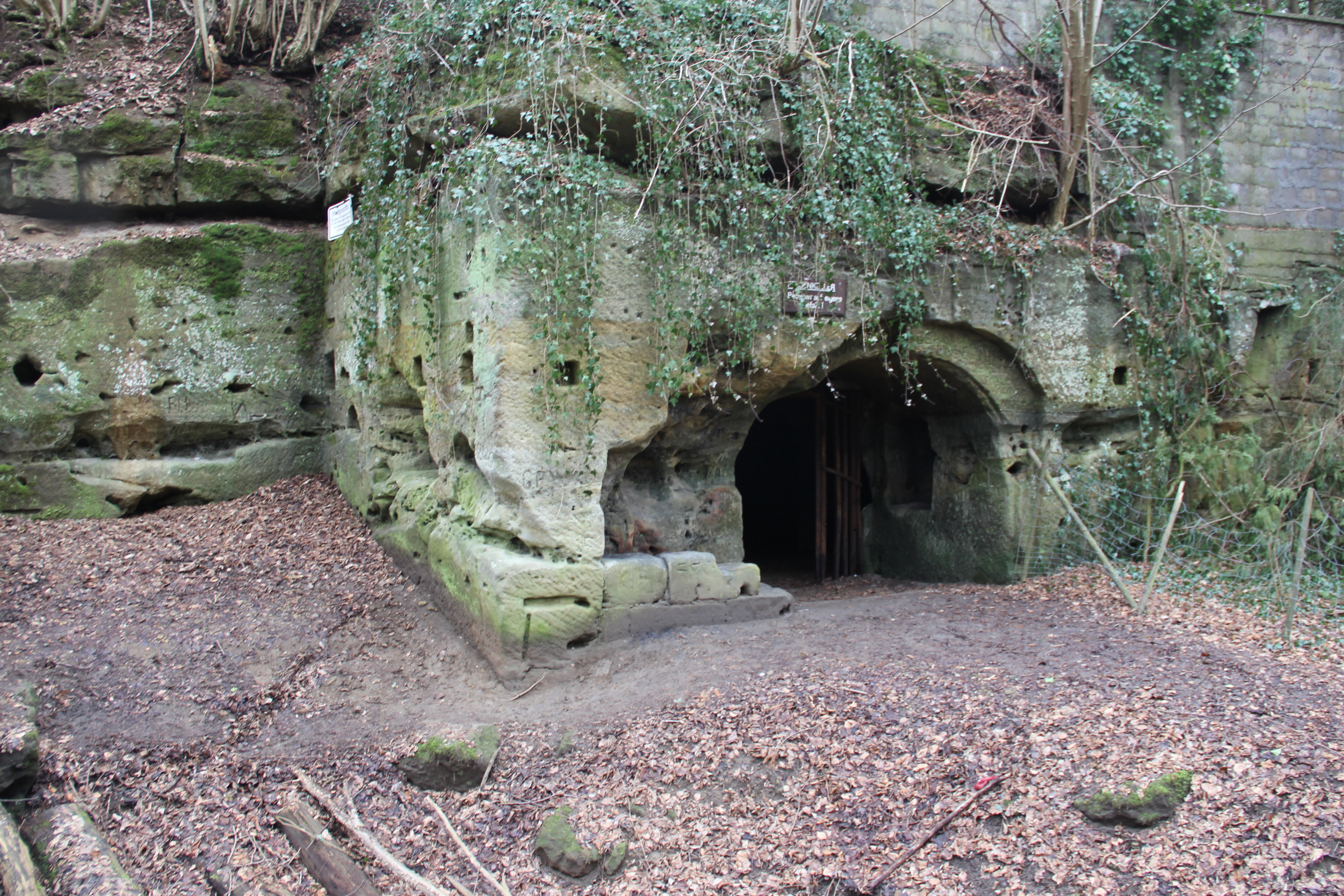
Geotop Löwengrube

Auf dem Gemeindegebiet von Altdorf befinden sich sieben vom Bayerischen Landesamt für Umwelt ausgewiesene Geotope.
- die beiden ehemaligen Steinbrüche von Ober- und Unterrieden
- der Felsenkeller Löwengrube bei Lenzenberg
- die Rhätschlucht Teufelskirche bei Grünsberg
- die Rhätschlucht Wolfsschlucht bei Wallersberg
- die Teufelshöhle bei Prackenfels
- die Sophienquelle bei Grünsberg

## Schulen und Bildungseinrichtungen
- Hans-Dötsch-Grundschule
- Mittelschule Altdorf
- Leibniz-Gymnasium
- Musikschule der Stadt Altdorf
- Schule für Körperbehinderte, Grund- und Hauptschule (Wichernhaus)
- Sonderpädagogisches Förderzentrum Wichernhaus
- Fachakademie für Sozialpädagogik
- Evangelische Erwachsenenbildung Altdorf
- Katholische Erwachsenenbildung
- Nürnberger Schule für Baumpflege
- Technische Akademie Wuppertal Weiterbildungszentrum
- Volkshochschule Schwarzachtal

## Verkehr

### Straßen
Durch Altdorf verlaufen:
- die Staatsstraßen
  - St 2239 von Feucht
  - St 2240 von Lauf und Neumarkt
  - St 2401 von Ochenbruck
- die Kreisstraße LAU 23 von Ludersheim und Winkelhaid

Unmittelbar südlich liegt die Autobahn A 3, etwa zwei Kilometer nördlich verläuft die A 6. Beide kreuzen im Nordwesten am Autobahnkreuz Altdorf.
Die nächstgelegenen Autobahnanschlussstellen sind:
- AS 90 Altdorf/Burgthann, 1 km vom Ortszentrum: A 3 Richtung Nürnberg, Regensburg
- AS 62 Altdorf/Leinburg, 2 km vom Ortszentrum: A 6 Richtung Nürnberg, Amberg

### Öffentlicher Nahverkehr

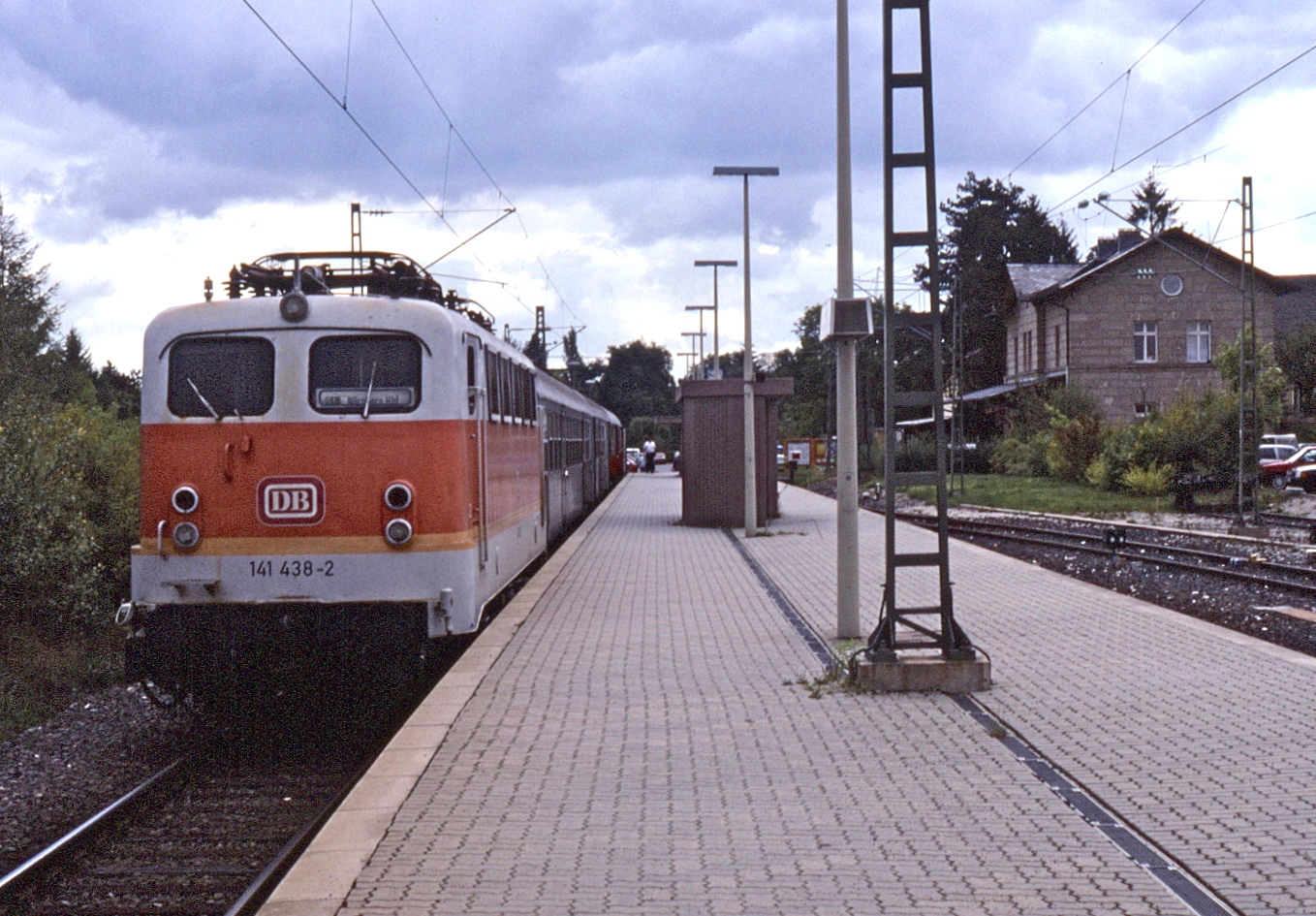
Bahnhof mit einem Nahverkehrszug nach Nürnberg Hauptbahnhof (1991)

Altdorf ist Endpunkt der Bahnstrecke Feucht–Altdorf. Am Altdorfer Bahnhof endet seit 1992 eine Linie der Nürnberger S-Bahn (bis 2023 die S2, seitdem die S3), die alle 20 bis 40 Minuten verkehrt und den Nürnberger Hauptbahnhof in 30 Minuten erreicht. Altdorf West, der zweite Haltepunkt der Linie S3 im Altdorfer Stadtgebiet, dient neben den dortigen Wohngebieten und mehreren Firmen vor allem den Schülern des benachbarten Altdorfer Gymnasiums.
| Linie | Verlauf | Takt                                                                 |
| ----- | --- | -------------------------------------------------------------------- |
| S3    | Nürnberg Hbf – Nürnberg-Dürrenhof – Nürnberg-Gleißhammer – Nürnberg-Dutzendteich – Nürnberg Frankenstadion – Fischbach (Nürnberg) – Feucht – Feucht-Moosbach – Winkelhaid – Ludersheim – Altdorf West – Altdorf Stand: Fahrplanwechsel Dezember 2023 | 20/40 min 20 min (HVZ und Nürnberg–Feucht montags–freitags tagsüber) |

Folgende Busse verkehren im Stadtgebiet und den Gemeindeteilen vom Altdorf:
| VGN-Linie        | Betreiber     | Laufweg                                                              |
| ---------------- | ------------- | -------------------------------------------------------------------- |
| 331              | Reba-Eno      | Altdorf – Weißenbrunn – Leinburg – Diepersdorf – Röthenbach(Pegnitz) |
| 333              | Schielein     | Altdorf – Weißenbrunn – Gersdorf – Lauf(Pegnitz)                     |
| 512              | DB-Frankenbus | Altdorf – Berg – Holzheim – Neumarkt(OPf)                            |
| 550              | Merz-Reisen   | Altdorf – Hagenhausen – Wappeltshofen – Traunfeld                    |
| 551              | Merz-Reisen   | Altdorf – Rasch – Schwarzenbach – Großvoggenhof                      |
| 552              | Merz-Reisen   | Altdorf Bf – Marktplatz – Prackenfels – Altdorf                      |
| 553              | Merz-Reisen   | Altdorf – Altenthann – Rummelsberg – Ochenbruck                      |
| 554              | Merz-Reisen   | Altdorf – Hegnenberg – Pühlheim – Raschbach                          |
| 555              | Stadt Altdorf | Badener Str. – Türkeistr. – Bahnhof – Burgthanner Weg – Badener Str. |
| 558              | DB-Frankenbus | Rufbus Altdorf – Berg                                                |
| Nachtbuslinie 55 | VAG           | Feucht – Moosbach – Winkelhaid – Altdorf – Hagenhausen               |

In den Nächten von Freitag auf Samstag und von Samstag auf Sonntag sowie in Nächten vor Feiertagen wird Altdorf stündlich von der Nürnberger Nachtbuslinie (Nightliner) N55 von und nach Feucht angefahren. In Feucht besteht eine Umsteigeverbindung zur Linie N15 vom und zum zentralen Umsteigepunkt am Nürnberger Hauptbahnhof. Die Fahrtdauer bis Nürnberg beträgt 51 Minuten.

## Industrie und Gewerbe
- E-T-A Elektrotechnische Apparate GmbH: produziert thermische, thermisch-magnetische, magnetische und elektronische Schutzschalter, elektronische Strömungswächter und Durchflussmesser, Schutzschalterrelais, digitale Messgeräte, Sensoren und Stromverteilungssysteme.
- Reicolor produziert Farben und Lacke, chemisch-technische Zubereitungen, Reiniger, Passivierungsmittel, Phosphatierungsmittel, Holzlasuren, Ölpasten, wasserbasierende Anstriche und Beschichtungssysteme für feuerverzinkte Stahlteile.
- SUSPA: Hersteller von Gasfedern, Hydraulikdämpfern, Schwingungsdämpfern, Crash- und Sicherheitssystemen und Höhenverstellungen. Der größte Arbeitgeber der Stadt Altdorf.

## Tourismus und Freizeit
Altdorf besitzt zahlreiche Sport- und Freizeiteinrichtungen.
Bekannt ist das Freibad, welches im Jahr 2002 und 2008 renoviert wurde und über ein 50 Meter-Becken verfügt.
Im Jahre 1997 wurde mit Förderung durch den Landschaftspflegeverband ein
Obstlehrpfad entlang der ehemaligen Verbindungsstraße Altdorf – Rasch angelegt.

### Wandern
Für Wanderer stehen im Umland acht gut ausgeschilderte Rundwanderwege zur Verfügung.
Zusätzlich wird der Ort von zahlreichen Wanderwegen des Fränkischen Albvereins (FAV) durchzogen.
Überregional bekannt sind die Fernwanderwege:
- Frankenweg (Roter Balken, FAV 28)
- Main-Donau-Weg (Jura-Linie, FAV 10)
- Fränkischer Jakobsweg (Jakobsmuschel, FAV 11)
- Fränkischer Dünenweg (Gelbe Düne, FAV 222)

Daneben gibt es weitere regionale Wanderwege:
- Altdorf – Pommelsbrunn (Blaupunkt, FAV 64), Länge: 25 km
- Birglandweg (Blaukreuz, FAV 75), Altdorf – Poppberg (Gemeinde Birgland, Landkreis Amberg-Sulzbach), Länge: 22 km
- Eppeleinsweg (Rotkreuz, FAV 47), Erlangen-Buckenhof – Neumarkt in der Oberpfalz, Länge: 92 km
- Hochlandsteig (Gelbpunkt, FAV 66), Hersbruck (Landkreis Nürnberger Land) – Altdorf, Länge: 25 km
- Reichswaldweg (Blaukreuz, FAV 80), Nürnberg – Altdorf, Länge: 20 km
- Schwarzachtalweg (Blaukreuz, FAV 50), Altdorf – Neuses, Länge: 28 km
- Zeidlerweg (Blaustrich, FAV 119), Altdorf – Feucht, Länge: 14 km

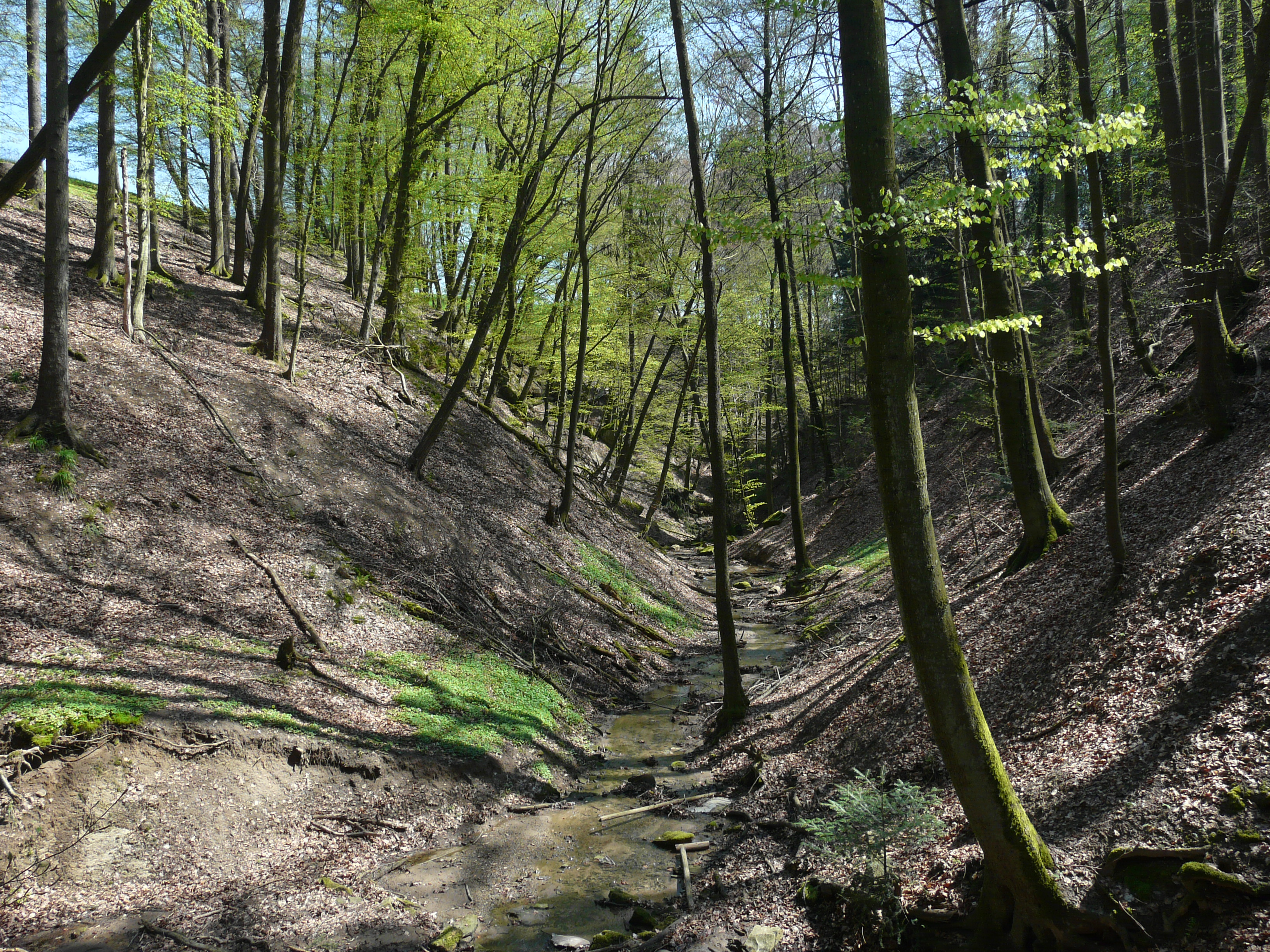
Eine Rhätschlucht bei Prackenfels

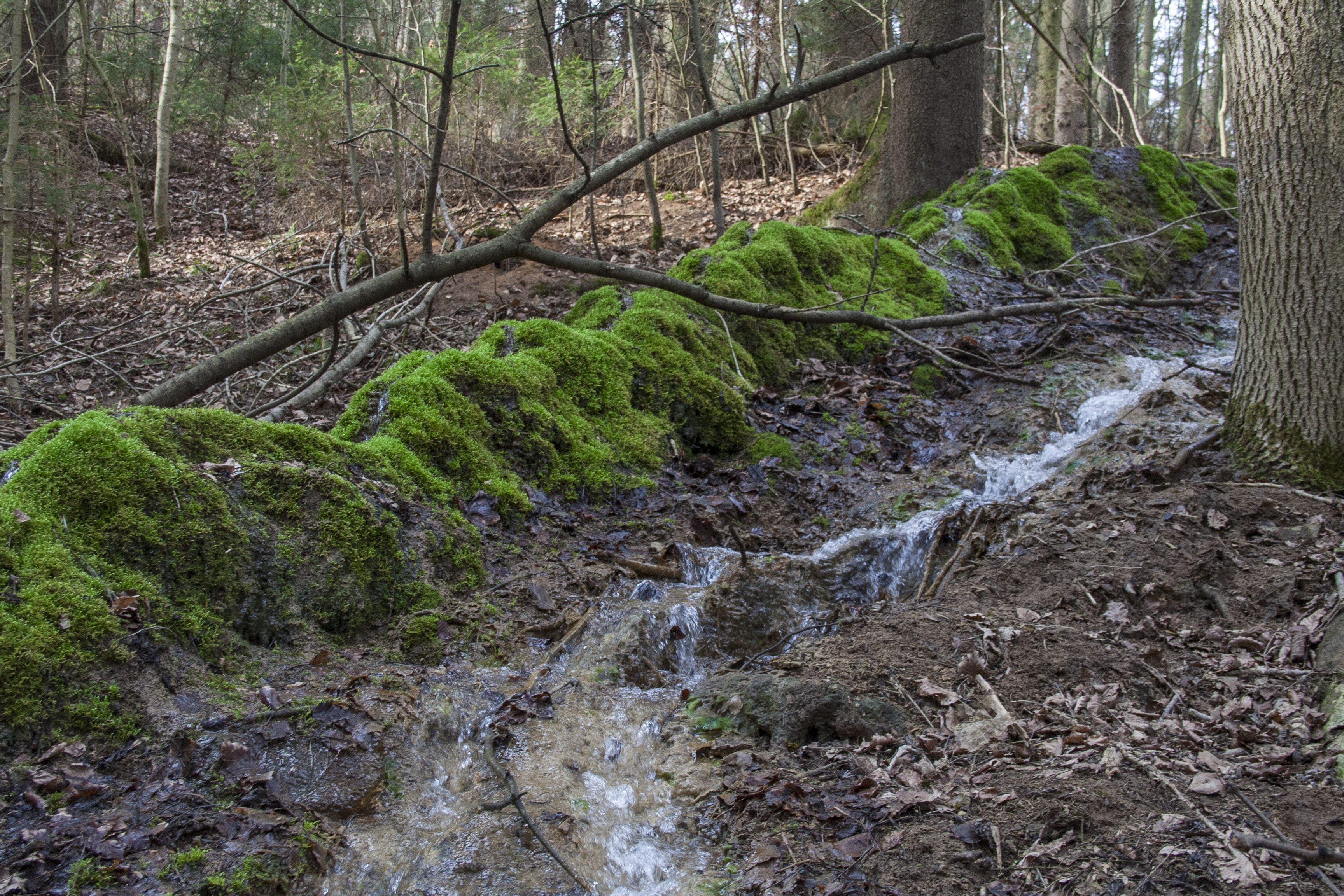
Steinerne Rinne bei Raschbach

## Persönlichkeiten

### Ehrenbürger
Nach den drei erstgenannten Ehrenbürgern ist jeweils eine Straße in der Stadt benannt.
- Konrad Lengenfelder, Erster Direktor des Leibniz-Gymnasiums Altdorf, Stadtarchivar und Stifter des Universitäts-Museums
- Michael Geißler, Kriminalkommissar nach dem Zweiten Weltkrieg
- Franz Theophil Becker (1902–1996), Professor der Medizin, wirkte am Wichernhaus Altdorf
- Kurt Purucker († 16. März 2011 im Alter von 91 Jahren), ehemaliger Landrat, ehemaliger Erster Bürgermeister

### Söhne und Töchter der Stadt
- Nikolaus Herman (um 1480/1500–1561), Kantor, Lehrer und Schöpfer von Kirchenliedern
- Georg Palma (1543–1591), Mediziner
- Johann Caspar Odontius (1580–1626), Astronom, Mathematiker und Kalendermacher
- Johann von Giffen (16.–17. Jahrhundert), Jurist und Gesandter zu Verhandlungen (Westfälischer Friede 1648)
- Johannes Saubert der Ältere (1592–1646), lutherischer Theologe und Stadtbibliothekar in Nürnberg
- Stephan Farfler (1633–1689), Erfinder
- Benedikt Hopffer (1643–1684), Theologe, Professor und Rektor an der Universität Tübingen
- Johann Fabricius (1644–1729), Theologe
- Johann Moritz Hofmann (1653–1727), Mediziner
- Samuel Faber (1657–1716), Rektor des Aegidianums in Nürnberg und Schriftsteller
- Helena Sibylla Moller (1669–1735), Gelehrte
- Leonhard Christoph Sturm (1669–1719), Schriftsteller, Architekturtheoretiker und Baumeister
- Georg Heinrich Linck (1692–1739), Rechtswissenschaftler und Hochschullehrer
- Georg Friedrich Deinlein (1696–1757), Rechtswissenschaftler und Rektor der örtlichen Universität
- Ferdinand Jakob Baier (1707–1788), Mediziner
- Elias Friedrich Heister (1715–1740), Mediziner
- Johann Andreas Schwebel (1718–1759/60), Zeichner und Militärarchitekt
- Johann Tobias Köhler (1720–1768), Numismatiker
- Johann Jakob Baier (1724–1812), Mediziner
- Johann Friedrich Bauder (1741–1831), preußischer und bayrischer Beamter
- Maximilian Nagel (1747–1772), Theologe
- Konrad Mannert (1756–1834), Professor und Historiker
- Johann Christoph Jakob Wilder (1783–1838), Landschafts- und Architektur-Zeichner, Radierer, Autor und Dichter
- Georg Andreas Gabler (1786–1853), Philosoph
- Friedrich Egloffstein (1824–1898), Topographiezeichner, Kartenmaler und Kupferstecher
- Otto Stromer von Reichenbach (1831–1891), Erster Bürgermeister der Stadt Nürnberg
- Dora Hitz (1853–1924), impressionistische Malerin
- Konrad Weiß (1863–1943), Politiker (Freisinnige Volkspartei, DDP), Reichstagsabgeordneter
- Ernst Stromer von Reichenbach (1871–1952), Paläontologe (Entdecker unbekannter Dinosaurier-Arten)
- Carl Böhm (1877–1928), Kirchenmusiker
- Kurt Vogel (1888–1985), Mathematikhistoriker und Hochschullehrer
- Fritz Schorz (1889–1945), Landrat im Landkreis Rosenheim
- Jean Raebel (1900–1985), Vorsitzender der Maybach-Motorenbau
- Walther Haffner (1925–2002), Kirchenmusiker
- Hans Recknagel (1938–2010), Gymnasiallehrer, Heimatforscher und Stadtarchivar (Nachfolger von Konrad Lengenfelder)
- Hans Andreas Bloss (* 1939), Sportwissenschaftler
- Wilhelm Staudacher (* 1945), Leiter des Bundespräsidialamtes
- Klaus Wolfermann (1946–2024), Leichtathlet (Speerwerfer)
- Kurt Eckstein (* 1947), geboren in Hegnenberg, Politiker (CSU), Mitglied des Bayerischen Landtages
- Klaus Kreuzeder (1950–2014), Saxophonist
- Günther Lottes  (1951–2015), europäischer Historiker und Professor
- Helmut Fickenscher (* 1962), Virologe
- Thomas Tuschl (* 1966), Biochemiker
- Thomas Nicklas (* 1967), Historiker und Hochschullehrer
- Stephan Harlander (* 1969), Basketballtrainer
- Pia Maria Martin (* 1974), Künstlerin
- Joshua Groß (* 1989), Schriftsteller

### Persönlichkeiten, die in der Stadt wirkten
- Johann Richter oder Johannes Praetorius (1537–1616), deutscher Mathematiker und Astronom
- Johann Piccart (1540–1584), ab 1575 Pfarrer von Altdorf
- Anna Wecker (vor 1572–1596), in Altdorf verstorbene Dichterin
- Michael Piccart (1574–1620), Philosoph, Philologe und Historiker; Professor, Rektor und Dekan der Universität Altdorf
- Wallenstein (1583–1634), Feldherr im Dreißigjährigen Krieg, Student an der Universität Altdorf 1599/1600
- Daniel Schwenter (1585–1636), Orientalist, Mathematiker und Professor an der Universität Altdorf ab 1606
- Thomas Reinesius (1587–1667), Mediziner und Philologe, Arzt in Altdorf
- Abdias Trew (1597–1669), Professor für Mathematik und physikalische Naturphilosophie, auch Rektor der Universität Altdorf
- Johann Weinmann (1599–1672), ab 1628 Geistlicher in Altdorf
- Lukas Friedrich Reinhard (1623–1688), lutherischer Theologe, Archidiakon von Altdorf
- Johann Christoph Wagenseil (1633–1705), Polyhistor, Rechtsgelehrter und Orientalist; lehrte und starb in Altdorf.
- Gottfried Wilhelm Leibniz (1646–1716), Philosoph und Naturwissenschaftler, promovierte in Altdorf.
- Johann Pachelbel (1653–1706), Komponist, studierte an der Universität Altdorf.
- Johann Michael Lang (1664–1731), Theologe, Geistlicher und Hochschullehrer, Archidiakon von Altdorf
- Lorenz Heister (1683–1758), Chirurgischer Ordinarius an der Universität Altdorf von 1710 bis 1719
- Christian Heinrich Freiesleben (1696–1741), Autor, Jurist und Professor an der Universität Altdorf
- Johann Friedrich Bauder (1713–1791), Bürgermeister und Händler von Altdorfer Marmor
- Bernhard Friedrich Hummel (1725–1791), Rektor der Stadtschule und Schriftsteller
- Georg Christoph Schwarz (1732–1792), katholischer Geistlicher und Hochschullehrer an der Universität Altdorf
- Jörg Geuder (1861–1935), Pädagoge, Gartenschriftsteller, Dichter und Sprachpfleger, absolvierte 1879 das Lehrerseminar Altdorf.
- Friedrich Hiller (1861–1947), Pfarrer und Schriftsteller, verbrachte seinen Ruhestand in Altdorf und starb im Ort.
- Wolfgang Haffner (* 1965), Funk- und Jazzschlagzeuger, wohnt in Altdorf.